# Meilly-sur-Rouvres
Meilly-sur-Rouvres település Franciaországban, Côte-d’Or megyében. Lakosainak száma 231 fő (2022. január 1.). Meilly-sur-Rouvres Thoisy-le-Désert, Musigny, Pouilly-en-Auxois, Rouvres-sous-Meilly, Chazilly, Créancey, Essey, Le Fête és Maconge községekkel határos.

## Népesség
A település népességének változása:
| Lakosok száma | 186  | 172  | 163  | 179  | 185  | 181  | 197  | 213  | 220  | 231  |
|               | 1968 | 1982 | 1990 | 2006 | 2012 | 2015 | 2017 | 2019 | 2020 | 2022 |